# Phytomyza polysticha
Phytomyza polysticha este o specie de muște din genul Phytomyza, familia Agromyzidae, descrisă de Friedrich Georg Hendel în anul 1935.
Este endemică în Finlanda. Conform Catalogue of Life specia Phytomyza polysticha nu are subspecii cunoscute.